# El fundador
El fundador (títol original en anglès: The Founder) és una pel·lícula biogràfica estatunidenca de 2016 dirigida per John Lee Hancock i escrita per Robert Siegel. La pel·lícula narra la història de la creació de la cadena de restaurants de menjar ràpid McDonald's per l'empresari Ray Kroc, interpretat per Michael Keaton. Nick Offerman i John Carroll Lynch interpreten els fundadors de McDonald's, Richard i Maurice McDonald.
La pel·lícula es va estrenar a Arclight Hollywood el 7 de desembre de 2016, i als cinemes dels EUA, el 20 de gener de 2017, per The Weinstein Company. Va recaptar 24 milions de dòlars globalment i va rebre crítiques positives, que lloaren la interpretació de Keaton.
Als cinemes catalans, la pel·lícula es va estrenar el 10 de març de 2017. Va tenir uns 47.000 espectadors i va recaptar uns 280.000 euros.
La pel·lícula ha estat doblada al català central. També s'ha editat una versió en valencià per a À Punt.

## Argument[2]
El 1954, Ray Kroc és un venedor de màquines de batut ambulant. Encara que està feliçment casat amb Ethel i té prou diners per viure una vida confortable, desitja més. La feina de Ray fa que visiti molts restaurants drive-in i s'adona que la majoria són ineficients, amb llargues cues d'espera. Quan se n'assabenta que un drive-in a San Bernardino (Califòrnia) encarrega molts batuts, hi va per conèixer-lo. El restaurant és McDonald's, molt popular, amb un servei ràpid, menjar d'alta qualitat i un ambient familiar.
Ray coneix els germans McDonald, Maurice "Mac" i Richard "Dick" McDonald, que li ensenyen el restaurant i li expliquen la seva història i mètode de treball. Ray hi veu una oportunitat i els proposa de fer una franquícia.

## Repartiment
- Michael Keaton com a Ray Kroc
- Nick Offerman com a Richard McDonald
- John Carroll Lynch com a Maurice McDonald
- Linda Cardellini com a Joan Smith
- B. J. Novak com a Harry J. Sonneborn
- Laura Dern com a Ethel Kroc
- Justin Randell Brooke com a Fred Turner
- Kate Kneeland com a June Martino
- Patrick Wilson com a Rollie Smith
- Wilbur Fitzgerald com a Jerry Cullen

## Premis i reconeixements
| Any  | Guardó                          | Categoria                | Guardonat(s)                       | Resultat  | Ref.  |
| ---- | ------------------------------- | ------------------------ | ---------------------------------- | --------- | ----- |
| 2016 | Premis Capri                    | Millor actor             | Michael Keaton                     | Guanyador |       |
| 2017 | AARP Movies for Grownups Awards | Millor càpsula del temps | El fundador                        | Nominat   | [ 8 ] |
| 2017 | AARP Movies for Grownups Awards | Millor actor             | Michael Keaton                     | Nominat   | [ 8 ] |
| 2017 | AARP Movies for Grownups Awards | Millors amics            | John Carroll Lynch i Nick Offerman | Nominat   | [ 8 ] |